# Турчинешть
Турчинешть, Турчинешті (рум. Turcinești) — село у повіті Горж в Румунії. Адміністративний центр комуни Турчинешть.
Село розташоване на відстані 231 км на захід від Бухареста, 7 км на північ від Тиргу-Жіу, 94 км на північний захід від Крайови.

## Населення
За даними перепису населення 2002 року у селі проживали 1144 особи. Усі жителі села рідною мовою назвали румунську.
Національний склад населення села:
| Національність | Кількість осіб | Відсоток |
| -------------- | -------------- | -------- |
| румуни         | 1130           | 98,8%    |
| цигани         | 14             | 1,2%     |